# IC 1303
IC 1303 ist eine spiralförmige Radiogalaxie vom Hubble-Typ Sc im Sternbild Schwan am Nordsternhimmel. Sie ist schätzungsweise 210 Millionen Lichtjahre von der Milchstraße entfernt und hat einen Durchmesser von etwa 75.000 Lichtjahren. Vom Sonnensystem aus entfernt sich die Galaxie mit einer errechneten Radialgeschwindigkeit von näherungsweise 4.500 Kilometern pro Sekunde.
Die Typ-II Supernova SN 2004em wurde hier beobachtet.
Im selben Himmelsareal befinden sich unter anderem die Galaxien IC 1302, PGC 63299, PGC 90326, PGC 90331.
Das Objekt wurde am 9. Juni 1866 von dem US-amerikanischen Astronomen Truman Henry Safford entdeckt.